# 28643 Kellyzhang
28643 Kellyzhang este un asteroid din centura principală de asteroizi.

## Descriere
28643 Kellyzhang este un asteroid din centura principală de asteroizi. A fost descoperit pe 30 martie 2000 la Socorro, New Mexico, în cadrul proiectului LINEAR. Asteroidul prezintă o orbită caracterizată de o semiaxă mare de 2,29 ua, o excentricitate de 0,11 și o înclinație de 4,1° în raport cu ecliptica.